# Lehotay András
Lehotay András (17. század – 1734) bölcseleti doktor, akadémiai tanár, városi tanácsos.

## Életrajz
Dezséri (Trencsén megye) nemes származású. 1694-ben Nagyszombatban jogot hallgatott, ekkor már nyilvánosan vitatkozott természetjogi kérdésekről. A nagyszombati akadémián a hazai jog tanára, jogi dékán később városi tanácsos volt.

## Munkái
- Dissertatio Juridica de statu hominum, consistente primi in libertate, et huic opposita servitute, indeque descendente Dominica Potestate. Quam in Alma et Archi-Episcopali Universitate ... Tyrnaviensi ... Publicae Dispuationi proposuit. Anno M.DC.XCIV. Mense Februarii. Tyrnaviae. (Megvan a zirci apátság könyvtárában.)
- Vera Christiani judicis & advocati imago in S. Ivone. Uo. 1723.
- Principa juris & contrarieates, ac dubietates ex prologe Tripartiti, Praeside ... Publicae dispuationi proposuit Joannes Pravotczky. Uo. 1729.